# Eitarō Matsuda
Eitarō Matsuda (jap. 松田 詠太郎, Matsuda Eitarō; * 20. Mai 2001 in Kamakura, Präfektur Kanagawa) ist ein japanischer Fußballspieler.

## Karriere

### Verein
Eitarō Matsuda erlernte das Fußballspielen in der Jugendmannschaft der Yokohama F. Marinos. Hier unterschrieb er 2020 auch seinen ersten Profivertrag. Der Verein aus Yokohama spielte in der ersten Liga des Landes, der J1 League. Von Februar 2020 bis Anfang August 2020 wurde er an den SC Sagamihara ausgeliehen. Der Verein aus Sagamihara spielte in der dritten Liga, der J3 League. Anfang August kehrte er zu den Marinos zurück. Sein Erstligadebüt gab er am 8. August 2020 im Heimspiel gegen Kashiwa Reysol. Hier wurde er in der 60. Minute für den Brasilianer Erik Lima eingewechselt. 2020 absolvierte er 15 Erstligaspiele. Anfang 2021 wurde er an Ōmiya Ardija ausgeliehen. Mit dem Verein aus Saitama spielte er zehnmal in der zweiten Liga. Die Saison 2022 spielt er auf Leihbasis beim ebenfalls in der zweiten Liga spielenden Albirex Niigata. Am Ende der Saison 2022 feierte er mit Albirex die Meisterschaft und den Aufstieg in die erste Liga. Nach insgesamt 82 Ligaspielen kehrte er im Februar 2025 zu den Yokohama F. Marinos zurück. Doch schon einen Monat später ging er leihweise zum Erstligaabsteiger Sagan Tosu.

### Nationalmannschaft
Am 26. Februar 2018 debütierte Eitaro Matsuda für die japanischen U1-7-Nationalmannschaft bei einem Testspiel gegen Russland. Beim 2:2-Unentschieden erzielte der Rechtsaußen den ersten Treffer seiner Mannschaft. Im Sommer 2019 spielte er dann einmal in der U-18-Auswahl. Hier kam er in einem Freundschaftsspiel am 13. Juni 2019 gegen Norwegen zum Einsatz.

## Erfolge
Albirex Niigata
- Japanischer Zweitligameister: 2022  ▲